# محمد بن هشام المخزومي
محمد بن هشام بن إسماعيل بن هشام بن الوليد بن المغيرة المخزومي ولاّه ابن أخته هشام بن عبد الملك مكة والمدينة وعزله الوليد بن يزيد، مات في الحبس بالكوفة هو وأخية إبراهيم بعد أن عذبهم يوسف بن عمر بأمر من الوليد بن يزيد.

## نسبه
محمد بن هشام بن إسماعيل ابن هشام بن الوليد بن المغيرة بن عبد الله ابن عمر بن مخزوم القرشي المخزومي